# Gewog di Phongmey
Il gewog di Phongmey è uno dei quindici raggruppamenti di villaggi del distretto di Trashigang, nella regione Orientale, in Bhutan.